# 陈贵云
陈贵云（1963年12月—），男，汉族，四川仁寿人，中华人民共和国数学家，现任第十四届全国政协常委，重庆市政协副主席，民进中央常委、重庆市委主委，欧美同学会第八届理事会副会长，曾任西南大学校长助理、数学与统计学院院长，第十一届全国人民代表大会重庆地区代表。

## 生平
陈贵云毕业于四川大学基础数学专业。2008年起担任全国人大代表。2018年1月，当选第十三届全国政协委员。2021年1月22日，第八届欧美同学会（中国留学人员联谊会）第一次全国会员代表大会召开，大会选举其担任第八届理事会副会长。